# Danish Irfan Azman
Danish Irfan Azman (* 10. März 1999 in Singapur), mit vollständigen Namen Danish Irfan bin Azman, ist ein singapurischer Fußballspieler.

## Karriere
Danish Irfan Azman erlernte das Fußballspielen in der National Football Academy in Singapur. Seinen ersten Vertrag unterschrieb er 2018 bei Geylang International. Der Verein spielte in der ersten Liga, der S. League. Für Geylang bestritt er bis Ende 2019 36 Erstligaspiele. Vom 1. Januar 2020 bis 30. April 2022 absolvierte Azman seinen Militärdienst. Von den Streitkräfte SingapursStreitkräften wurde er von Februar 2020 bis April 2022 an die Young Lions ausgeliehen. Die Young Lions sind eine U23-Mannschaft, die 2002 gegründet wurde. In der Mannschaft spielen singapurische U23-Nationalspieler und auch Perspektivspieler. Ihnen soll die Möglichkeit gegeben werden, Spielpraxis in der ersten Liga, der Singapore Premier League, zu sammeln. Für die Young Lions bestritt er 18 Erstligaspiele. Nach Ende des Wehrdienstes unterschrieb er am 1. Mai 2022 einen Vertrag beim Erstligisten Tampines Rovers. Im Juni 2023 wechselte er auf Leihbasis zum Ligakonkurrenten Geylang International. Hier bestritt er fünf Ligaspiele. Nach der Ausleihe kehrte er zu den Rovers zurück.